# Seigneulles
Seigneulles is een gemeente in het Franse departement Meuse in de regio Grand Est. De gemeente telde 154 inwoners op 1 januari 2022.
De plaats maakt deel uit van het kanton Bar-le-Duc-1 in het arrondissement Bar-le-Duc. Voor 22 maart 2015 was het deel van het kanton Vavincourt, dat die dag werd opgeheven.

## Geografie
De oppervlakte van Seigneulles bedraagt 11,7 vierkante kilometer; Op 1 januari 2022 was de bevolkingsdichtheid 13,2 inwoners per km².
De onderstaande kaart toont de ligging van Seigneulles met de belangrijkste infrastructuur en aangrenzende gemeenten.

## Demografie
Onderstaande figuur toont het verloop van het inwonertal.